# Xã McKinley, Quận Emmet, Michigan
Xã McKinley (tiếng Anh: McKinley Township) là một xã thuộc quận Emmet, tiểu bang Michigan, Hoa Kỳ. Năm 2010, dân số của xã này là 1.297 người.